# Ruth Aguilar Fulgencio
Ruth Aguilar Fulgencio (nascida em 3 de fevereiro de 1975) é uma atleta paralímpica espanhola que compete em cadeira de rodas. Ruth terminou em terceiro lugar no arremesso de peso do Campeonato Europeu IPC 2010. Disputou, em 2011, o Campeonato Espanhol de Atletismo Adaptado, realizado em Valência.
Representou a Espanha nos Jogos Paralímpicos de Verão de 2012 em Londres, onde conseguiu avançar à final do arremesso de dardo.